# Sugaar

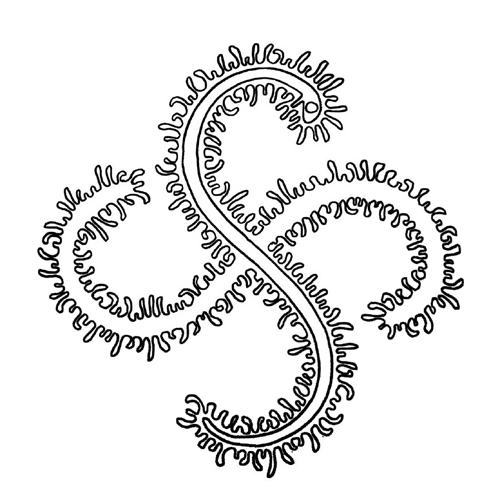
Una moderna versione di Sugaar come serpente, nel lauburu di Josu Goñi

In mitologia basca, Sugaar (chiamato anche: Sugar, Sugoi, Maju) è una divinità maschile, associato alle tempeste ed i tuoni. Al contrario della sua metà femminile, Mari, non sono molte le leggende che parlano di lui: generalmente, viene rappresentato assieme alla consorte, intento a generare violente tempeste.
La leggenda maggiore, comunque, riguarda la sua seduzione di una principessa scozzese nel villaggio di Mundaka. Da questo rapporto, sarebbe poi nato il primo Signore di Biscalia, Jaun Zuria. Questa leggenda è stata la base per rivendicazioni di autonomia della Biscaglia dalla Navarra, ma la mancanza di fonti storiche non ha mai permesso di sostenere l'esistenza di questo Signore. Tuttavia, l'antica tradizione che prevede la precedenza del voto nel Biltzar (il Parlamento Basco) dei membri di Mundaka, potrebbe essere dovuta proprio ad una sorta di verità della leggenda.

## Etimologia
Il nome Sugaar o Sugar sembra derivare dalle parole basche suge (serpente) ed ar (maschile), dandogli dunque il significato di "serpente maschile".
Una seconda ipotesi fa derivare questo nome da su (fuoco) e gar (fiamma), e quindi il significato di "fiamma del fuoco".
Sugoi, un altro nome con cui è conosciuto, ha la stessa duplice interpretazione:
- suge (serpente) ed o(h)i (precedente) e dunque "vecchio serpente" ed
- su (fuoco) e goi (alto) e dunque "fuoco alto".

Per Maju invece non ci sono ancora etimologie.

## Leggende locali su Sugaar
- Ad Ataun, si dice che Sugaar avesse due case: nelle caverne di Amunda e di Atarreta. Si dice anche che si possa vederlo attraversare il cielo sotto forma di una mezzaluna di fuoco, considerata presagio di tempesta. In quest'area, inoltre, si dice che Sugaar punisca i figli che disobbediscono ai genitori.
- Ad Azkoitia, Sugaar viene chiamato unicamente Maju. Incontra Mari ogni venerdì (il giorno dei sabba).
- A Betelu è conosciuto come Suarra e considerato un demone. Dicono inoltre che viaggi nel cielo sotto forma di Fulmine globulare, tra le montagne Balerdi ed Elortalde.